# Temporada 2011-12 de l'NBA
La Temporada 2011-12 de l'NBA va ser la 66a de la història de la competició nord-americana de bàsquet. L'inici de la competició es va veure afectat a causa del tancament patronal a causa del fracàs en la nova negociació del conveni col·lectiu dels jugadors, ja que l'actual va vèncer el 30 de juny de 2011, i l'associació de jugadors i l'NBA no van arribar a un acord en la reducció dels salaris dels jugadors. L'All-Star Game es va celebrar el 26 de febrer de 2012 a l'Amway Center d'Orlando.
El 26 de novembre, es va arribar a un principi d'acord entre jugadors i equips, pel qual la temporada regular va començar el dia de Nadal i va finalitzar el 26 d'abril de 2012, alterant la composició de la temporada regular, que es va compondre de 66 partits en comptes dels 82 habituals.
El 21 de juny els Miami Heat, liderats per Lebron James, es van coronar campions de l'NBA per segona vegada en la seva història després de guanyar als Oklahoma City Thunder en les Finals de l'NBA per un resultat global de 4-1.

## Classificacions

### Per Divisió
| Divisió Atlàntica    | G  | P  | %    | PV | C     | F     | Div. |
| -------------------- | -- | -- | ---- | -- | ----- | ----- | ---- |
| i-Boston Celtics     | 39 | 27 | .591 | –  | 24–9  | 15–18 | 8–6  |
| x-New York Knicks    | 36 | 30 | .545 | 3  | 22–11 | 14–19 | 8–6  |
| x-Philadelphia 76ers | 35 | 31 | .530 | 4  | 19–14 | 16–17 | 7–6  |
| Toronto Raptors      | 23 | 43 | .348 | 16 | 13–20 | 10–23 | 7–8  |
| New Jersey Nets      | 22 | 44 | .333 | 17 | 9–24  | 13–20 | 5–9  |

| Divisió Central     | G  | P  | %    | PV | C     | F     | Div. |
| ------------------- | -- | -- | ---- | -- | ----- | ----- | ---- |
| z-Chicago Bulls     | 50 | 16 | .758 | –  | 26–7  | 24–9  | 13–1 |
| x-Indiana Pacers    | 42 | 24 | .636 | 8  | 23–10 | 19–14 | 9–4  |
| Milwaukee Bucks     | 31 | 35 | .470 | 19 | 17–16 | 14–19 | 7–8  |
| Detroit Pistons     | 25 | 41 | .379 | 25 | 18–15 | 7–26  | 4–11 |
| Cleveland Cavaliers | 21 | 45 | .318 | 29 | 11–22 | 10–23 | 3–12 |

| Divisió Sud-est    | G  | P  | %    | PV | C     | F     | Div. |
| ------------------ | -- | -- | ---- | -- | ----- | ----- | ---- |
| i-Miami Heat       | 46 | 20 | .697 | –  | 28–5  | 18–15 | 9–5  |
| x-Atlanta Hawks    | 40 | 26 | .606 | 6  | 23–10 | 17–16 | 11–3 |
| x-Orlando Magic    | 37 | 29 | .561 | 9  | 21–12 | 16–17 | 8–7  |
| Washington Wizards | 20 | 46 | .303 | 26 | 11–22 | 9–24  | 7–7  |
| Charlotte Bobcats  | 7  | 59 | .106 | 39 | 4–29  | 3–30  | 1–14 |

| Divisió Nord-oest       | G  | P  | %    | PV | C     | F     | Div. |
| ----------------------- | -- | -- | ---- | -- | ----- | ----- | ---- |
| i-Oklahoma City Thunder | 47 | 19 | .712 | –  | 26–7  | 21–12 | 10–3 |
| x-Denver Nuggets        | 38 | 28 | .576 | 9  | 20–13 | 18–15 | 6–7  |
| x-Utah Jazz             | 36 | 30 | .545 | 11 | 25–8  | 11–22 | 9–4  |
| Portland Trail Blazers  | 28 | 38 | .424 | 19 | 20–13 | 8–25  | 4–10 |
| Minnesota Timberwolves  | 26 | 40 | .394 | 21 | 13–20 | 13–20 | 4–9  |

| Divisió Pacífic        | G  | P  | %    | PV | C     | F     | Div. |
| ---------------------- | -- | -- | ---- | -- | ----- | ----- | ---- |
| i-Los Angeles Lakers   | 41 | 25 | .621 | –  | 26–7  | 15–18 | 9–5  |
| x-Los Angeles Clippers | 40 | 26 | .606 | 1  | 24–9  | 16–17 | 7–7  |
| Phoenix Suns           | 33 | 33 | .500 | 8  | 19–14 | 14–19 | 9–5  |
| Golden State Warriors  | 23 | 43 | .348 | 18 | 12–21 | 11–22 | 7–8  |
| Sacramento Kings       | 22 | 44 | .333 | 19 | 16–17 | 6–27  | 3–10 |

| Divisió Sud-oest    | G  | P  | %    | PV | C     | F     | Div. |
| ------------------- | -- | -- | ---- | -- | ----- | ----- | ---- |
| c-San Antonio Spurs | 50 | 16 | .758 | –  | 28–5  | 22–11 | 12–4 |
| x-Memphis Grizzlies | 41 | 25 | .621 | 9  | 26–7  | 15–18 | 7–8  |
| x-Dallas Mavericks  | 36 | 30 | .554 | 14 | 23–10 | 13–20 | 8–5  |
| Houston Rockets     | 34 | 32 | .508 | 16 | 22–11 | 12–21 | 6–8  |
| New Orleans Hornets | 21 | 45 | .323 | 29 | 11–22 | 10–23 | 3–11 |

### Per Conferència
| #  | Equip                | G  | P  | %    | PV |
| -- | -------------------- | -- | -- | ---- | -- |
| 1  | z-Chicago Bulls      | 50 | 16 | .758 | –  |
| 2  | i-Miami Heat         | 46 | 20 | .697 | 4  |
| 3  | x-Indiana Pacers     | 42 | 24 | .636 | 8  |
| 4  | i-Boston Celtics     | 39 | 27 | .591 | 11 |
| 5  | x-Atlanta Hawks      | 40 | 26 | .606 | 10 |
| 6  | x-Orlando Magic      | 37 | 29 | .561 | 13 |
| 7  | x-New York Knicks    | 36 | 30 | .545 | 14 |
| 8  | x-Philadelphia 76ers | 35 | 31 | .530 | 15 |
|    |                      |    |    |      |    |
| 9  | Milwaukee Bucks      | 31 | 35 | .470 | 19 |
| 10 | Detroit Pistons      | 25 | 41 | .379 | 25 |
| 11 | Toronto Raptors      | 23 | 43 | .348 | 27 |
| 12 | New Jersey Nets      | 22 | 44 | .333 | 28 |
| 13 | Cleveland Cavaliers  | 21 | 45 | .318 | 29 |
| 14 | Washington Wizards   | 20 | 46 | .303 | 30 |
| 15 | Charlotte Bobcats    | 7  | 59 | .106 | 43 |

| #  | Equip                   | G  | P  | %    | PV |
| -- | ----------------------- | -- | -- | ---- | -- |
| 1  | c-San Antonio Spurs     | 50 | 16 | .758 | –  |
| 2  | i-Oklahoma City Thunder | 47 | 19 | .712 | 3  |
| 3  | i-Los Angeles Lakers    | 41 | 25 | .621 | 9  |
| 4  | x-Memphis Grizzlies     | 41 | 25 | .621 | 9  |
| 5  | x-Los Angeles Clippers  | 40 | 26 | .606 | 10 |
| 6  | x-Denver Nuggets        | 38 | 28 | .576 | 12 |
| 7  | x-Dallas Mavericks      | 36 | 30 | .545 | 14 |
| 8  | x-Utah Jazz             | 36 | 30 | .545 | 14 |
|    |                         |    |    |      |    |
| 9  | Houston Rockets         | 34 | 32 | .515 | 16 |
| 10 | Phoenix Suns            | 33 | 33 | .500 | 17 |
| 11 | Portland Trail Blazers  | 28 | 38 | .424 | 22 |
| 12 | Minnesota Timberwolves  | 26 | 40 | .394 | 24 |
| 13 | Golden State Warriors   | 23 | 43 | .348 | 27 |
| 14 | Sacramento Kings        | 22 | 44 | .333 | 28 |
| 15 | New Orleans Hornets     | 21 | 45 | .318 | 29 |

Notes
- z – Avantatge de pista per tots els playoffs
- c – Avantatge de pista pels playoffs de conferència
- x – Aconsegueix els playoffs
- i – Aconsegueix el títol de divisió

## Playoffs
Les eliminatòries es juguen al millor de 7 partits. L'equip que guanya la final es proclama campió de l'NBA.
|  | Primera Ronda | Primera Ronda        | Primera Ronda         |   |                       | Semifinals de Conferència | Semifinals de Conferència | Semifinals de Conferència |  |   | Finals de Conferència | Finals de Conferència | Finals de Conferència |  |    | Final NBA  | Final NBA | Final NBA |
|  |               |                      |                       |   |                       |                           |                           |                           |  |   |                       |                       |                       |  |    |            |           |           |
|  | 1             | Chicago Bulls        | 2                     |   |                       |                           |                           |                           |  |   |                       |                       |                       |  |    |            |           |           |
|  | 8             | Philadelphia 76ers   | 4                     |   |                       |                           |                           |                           |  |   |                       |                       |                       |  |    |            |           |           |
|  | 8             | Philadelphia 76ers   | 4                     |   | 8                     | Philadelphia 76ers        | 3                         |                           |  |   |                       |                       |                       |  |    |            |           |           |
|  |               |                      |                       |   | 8                     | Philadelphia 76ers        | 3                         |                           |  |   |                       |                       |                       |  |    |            |           |           |
|  |               | 4                    | Boston Celtics        | 4 |                       |                           |                           |                           |  |   |                       |                       |                       |  |    |            |           |           |
|  | 4             | 4                    | Boston Celtics        | 4 | Boston Celtics        | 4                         |                           |                           |  |   |                       |                       |                       |  |    |            |           |           |
|  | 4             |                      |                       |   | Boston Celtics        | 4                         |                           |                           |  |   |                       |                       |                       |  |    |            |           |           |
|  | 5             | Atlanta Hawks        | 2                     |   |                       |                           |                           |                           |  |   |                       |                       |                       |  |    |            |           |           |
|  | 5             | Atlanta Hawks        | 2                     |   |                       |                           |                           |                           |  | 4 | Boston Celtics        | 3                     |                       |  |    |            |           |           |
|  |               |                      |                       |   |                       |                           |                           |                           |  | 4 | Boston Celtics        | 3                     |                       |  |    |            |           |           |
|  |               | 2                    | Miami Heat            | 4 |                       |                           |                           |                           |  |   |                       |                       |                       |  |    |            |           |           |
|  | 3             | 2                    | Miami Heat            | 4 | Indiana Pacers        | 4                         |                           |                           |  |   |                       |                       |                       |  |    |            |           |           |
|  | 3             |                      |                       |   | Indiana Pacers        | 4                         |                           |                           |  |   |                       |                       |                       |  |    |            |           |           |
|  | 6             | Orlando Magic        | 1                     |   |                       |                           |                           |                           |  |   |                       |                       |                       |  |    |            |           |           |
|  | 6             | Orlando Magic        | 1                     |   | 3                     | Indiana Pacers            | 2                         |                           |  |   |                       |                       |                       |  |    |            |           |           |
|  |               |                      |                       |   | 3                     | Indiana Pacers            | 2                         |                           |  |   |                       |                       |                       |  |    |            |           |           |
|  |               | 2                    | Miami Heat            | 4 |                       |                           |                           |                           |  |   |                       |                       |                       |  |    |            |           |           |
|  | 2             | 2                    | Miami Heat            | 4 | Miami Heat            | 4                         |                           |                           |  |   |                       |                       |                       |  |    |            |           |           |
|  | 2             |                      |                       |   | Miami Heat            | 4                         |                           |                           |  |   |                       |                       |                       |  |    |            |           |           |
|  | 7             | New York Knicks      | 1                     |   |                       |                           |                           |                           |  |   |                       |                       |                       |  |    |            |           |           |
|  | 7             | New York Knicks      | 1                     |   |                       |                           |                           |                           |  |   |                       |                       |                       |  | E2 | Miami Heat | 4         |           |
|  |               |                      |                       |   |                       |                           |                           |                           |  |   |                       |                       |                       |  | E2 | Miami Heat | 4         |           |
|  |               | W2                   | Oklahoma City Thunder | 1 |                       |                           |                           |                           |  |   |                       |                       |                       |  |    |            |           |           |
|  | 1             | W2                   | Oklahoma City Thunder | 1 | San Antonio Spurs     | 4                         |                           |                           |  |   |                       |                       |                       |  |    |            |           |           |
|  | 1             |                      |                       |   | San Antonio Spurs     | 4                         |                           |                           |  |   |                       |                       |                       |  |    |            |           |           |
|  | 8             | Utah Jazz            | 0                     |   |                       |                           |                           |                           |  |   |                       |                       |                       |  |    |            |           |           |
|  | 8             | Utah Jazz            | 0                     |   | 1                     | San Antonio Spurs         | 4                         |                           |  |   |                       |                       |                       |  |    |            |           |           |
|  |               |                      |                       |   | 1                     | San Antonio Spurs         | 4                         |                           |  |   |                       |                       |                       |  |    |            |           |           |
|  |               | 5                    | Los Angeles Clippers  | 0 |                       |                           |                           |                           |  |   |                       |                       |                       |  |    |            |           |           |
|  | 4             | 5                    | Los Angeles Clippers  | 0 | Memphis Grizzlies     | 3                         |                           |                           |  |   |                       |                       |                       |  |    |            |           |           |
|  | 4             |                      |                       |   | Memphis Grizzlies     | 3                         |                           |                           |  |   |                       |                       |                       |  |    |            |           |           |
|  | 5             | Los Angeles Clippers | 4                     |   |                       |                           |                           |                           |  |   |                       |                       |                       |  |    |            |           |           |
|  | 5             | Los Angeles Clippers | 4                     |   |                       |                           |                           |                           |  | 1 | San Antonio Spurs     | 2                     |                       |  |    |            |           |           |
|  |               |                      |                       |   |                       |                           |                           |                           |  | 1 | San Antonio Spurs     | 2                     |                       |  |    |            |           |           |
|  |               | 2                    | Oklahoma City Thunder | 4 |                       |                           |                           |                           |  |   |                       |                       |                       |  |    |            |           |           |
|  | 3             | 2                    | Oklahoma City Thunder | 4 | Los Angeles Lakers    | 4                         |                           |                           |  |   |                       |                       |                       |  |    |            |           |           |
|  | 3             |                      |                       |   | Los Angeles Lakers    | 4                         |                           |                           |  |   |                       |                       |                       |  |    |            |           |           |
|  | 6             | Denver Nuggets       | 3                     |   |                       |                           |                           |                           |  |   |                       |                       |                       |  |    |            |           |           |
|  | 6             | Denver Nuggets       | 3                     |   | 3                     | Los Angeles Lakers        | 1                         |                           |  |   |                       |                       |                       |  |    |            |           |           |
|  |               |                      |                       |   | 3                     | Los Angeles Lakers        | 1                         |                           |  |   |                       |                       |                       |  |    |            |           |           |
|  |               | 2                    | Oklahoma City Thunder | 4 |                       |                           |                           |                           |  |   |                       |                       |                       |  |    |            |           |           |
|  | 2             | 2                    | Oklahoma City Thunder | 4 | Oklahoma City Thunder | 4                         |                           |                           |  |   |                       |                       |                       |  |    |            |           |           |
|  | 2             |                      |                       |   | Oklahoma City Thunder | 4                         |                           |                           |  |   |                       |                       |                       |  |    |            |           |           |
|  | 7             | Dallas Mavericks     | 0                     |   |                       |                           |                           |                           |  |   |                       |                       |                       |  |    |            |           |           |

## Estadístiques

### Líders individuals
Actualitzada: 17/4/2014
| Categoria               | Jugador          | Equip                  | Estadístiques |
| ----------------------- | ---------------- | ---------------------- | ------------- |
| Punts per partit        | Kevin Durant     | Oklahoma City Thunder  | 32.0          |
| Rebots per partit       | DeAndre Jordan   | Los Angeles Clippers   | 13.6          |
| Assistències per partit | Chris Paul       | Los Angeles Clippers   | 10.7          |
| Robatoris per partit    | Chris Paul       | Los Angeles Clippers   | 2.48          |
| Taps per partit         | Anthony Davis    | New Orleans Pelicans   | 2.82          |
| Pèrdues per partit      | Stephen Curry    | Golden State Warriors  | 3.8           |
| Minuts per partit       | Carmelo Anthony  | New York Knicks        | 38.7          |
| Valoració per partit    | Kevin Durant     | Oklahoma City Thunder  | 31.8          |
| % Tirs de camp          | DeAndre Jordan   | Los Angeles Clippers   | 67.6%         |
| % Tirs lliures          | Brian Roberts    | New Orleans Pelicans   | 94.0%         |
| % Tirs de 3             | Kyle Korver      | Atlanta Hawks          | 47.2%         |
| Doble-dobles            | Kevin Love       | Minnesota Timberwolves | 65            |
| Triple-dobles           | Lance Stephenson | Indiana Pacers         | 5             |

### Màxims de la temporada
| Categoria    | Jugador                 | Valor |
| ------------ | ----------------------- | ----- |
| Punts        | Carmelo Anthony         | 62    |
| Rebots       | Timofey Mozgov          | 29    |
| Assistències | Brandon Jennings        | 18    |
| Assistències | Rajon Rondo             | 18    |
| Robatoris    | Michael Carter-Williams | 9     |
| Triples      | Joe Johnson             | 10    |
| Triples      | C.J. Milers             | 10    |
| Triples      | Chandler Parsons        | 10    |
| Triples      | Terrence Ross           | 10    |
| Triples      | Trevor Ariza            | 10    |
| Triples      | J.R. Smith              | 10    |
| Taps         | DeAndre Jordan          | 9     |
| Taps         | Anthony Davis           | 9     |

### Equips líders
| Categoria                     | Equip                  | Estadístiques |
| ----------------------------- | ---------------------- | ------------- |
| Punts per joc                 | Los Angeles Clippers   | 107.93        |
| Rebots per joc                | Portland Trail Blazers | 46.44         |
| Assistències per joc          | San Antonio Spurs      | 25.17         |
| Robatoris per partit          | Philadelphia 76ers     | 9.33          |
| Bloquejos per joc             | New Orleans Pelicans   | 6.38          |
| Intents bloquejats per partit | Philadelphia 76ers     | 6.80          |
| Pilotes perdudes per partit   | Philadelphia 76ers     | 16.88         |
| Faltes per joc                | Denver Nuggets         | 23.05         |
| Faltes rebudes per partit     | Houston Rockets        | 24.4          |
| FG%                           | Miami Heat             | 50.1%         |
| FT%                           | Portland Trail Blazers | 81.46%        |
| 3FG%                          | San Antonio Spurs      | 39.73%        |
| +/-                           | San Antonio Spurs      | 7.72          |

## Líders de les estadístiques
Actualitzat el 27 d'abril de 2012
| Categoria                      | Jugador        | Equip                  | Estadístiques |
| ------------------------------ | -------------- | ---------------------- | ------------- |
| Punts per partit               | Kevin Durant   | Oklahoma City Thunder  | 28,0          |
| Rebots per partit              | Dwight Howard  | Orlando Magic          | 14,51         |
| Assistències per partit        | Rajon Rondo    | Boston Celtics         | 11,7          |
| Robatoris de pilota per partit | Chris Paul     | Los Angeles Clippers   | 2,53          |
| Taps per partit                | Serge Ibaka    | Oklahoma City Thunder  | 3,65          |
| Percentatge de tirs de camp    | Dwight Howard  | Orlando Magic          | 57,3          |
| Percentatge de tirs de 3 punts | Steve Novak    | New York Knicks        | 47,2          |
| Percentatge de tirs lliures    | Jamal Crawford | Portland Trail Blazers | 92,7          |
| Pts. + Rebs. + Asis.           | Kevin Love     | Minnesota Timberwolves | 41,4          |
| Eficiència                     | LeBron James   | Miami Heat             | 29,9          |

## Premis

### Reconeixements individuals
- MVP de la Temporada
  -  LeBron James, Miami Heat[5]
- Rookie de l'Any
  -  Kyrie Irving, Cleveland Cavaliers
- Millor Defensor
  -  Tyson Chandler, New York Knicks[6]
- Millor Sisè Home
  -  James Harden, Oklahoma City Thunder[7]
- Jugador Més Millorat
  -  Ryan Anderson, Orlando Magic[8]
- Jugador Més Esportiu
  -  Jason Kidd, Dallas Mavericks[9]
- Premi Millor Ciutadà J. Walter Kennedy
  -  Pau Gasol, Los Angeles Lakers
- Entrenador de l'any
  -  Gregg Popovich, San Antonio Spurs[10]
- Executiu de l'Any
  -  Larry Bird, Indiana Pacers

| - Millor quintet: - F LeBron James - F Kevin Durant - C Dwight Howard - G Kobe Bryant - G Chris Paul | - 2n Millor quintet: - F Kevin Love - F Blake Griffin - C Andrew Bynum - G Russell Westbrook - G Tony Parker | - 3r Millor quintet: - F Carmelo Anthony - F Dirk Nowitzki - C Tyson Chandler - G Dwyane Wade - G Rajon Rondo |

| - Millor quintet defensiu: - F LeBron James - F Serge Ibaka - C Dwight Howard - G Chris Paul - G Anthony Allen | - 2n Millor quintet defensiu: - F Kevin Garnett - F Luol Deng - C Tyson Chandler - G Rajon Rondo - G Kobe Bryant |

| - Millor quintet de rookies: - F Kenneth Faried - F/G Klay Thompson - G Ricky Rubio - G Kyrie Irving - F Kawhi Leonard (empatat) - G Iman Shumpert (empatat) - G Brandon Knight (empatat) | - 2n Millor quintet de rookies: - F Derrick Williams - F Chandler Parsons - F/C Tristan Thompson - F/G MarShon Brooks - G Isaiah Thomas |

### Jugador de la setmana
| Setmana                     | Conferència Est                        | Conferència Oest                                | Ref.   |
| --------------------------- | -------------------------------------- | ----------------------------------------------- | ------ |
| 25 de desembre a 1 de gener | LeBron James (Miami Heat) (1/6)        | Kevin Durant (Oklahoma City Thunder) (1/3)      | [ 13 ] |
| 2 de gener a 9 de gener     | LeBron James (Miami Heat) (2/6)        | Kobe Bryant (Los Angeles Lakers) (1/2)          | [ 14 ] |
| 10 de gener a 16 de gener   | Derrick Rose (Chicago Bulls) (1/2)     | Kobe Bryant (Los Angeles Lakers) (2/2)          | [ 15 ] |
| 17 de gener a 22 de gener   | Dwight Howard (Orlando Magic) (1/1)    | Marc Gasol (Memphis Grizzlies) (1/1)            | [ 16 ] |
| 23 de gener a 29 de gener   | LeBron James (Miami Heat) (3/6)        | Russell Westbrook (Oklahoma City Thunder) (1/2) | [ 17 ] |
| 30 de gener a 5 de febrer   | Paul Pierce (Boston Celtics) (1/1)     | Tony Parker (San Antonio Spurs) (1/1)           | [ 18 ] |
| 6 de febrer a 12 de febrer  | Jeremy Lin (New York Knicks) (1/1)     | Russell Westbrook (Oklahoma City Thunder) (2/2) | [ 19 ] |
| 13 de febrer a 19 de febrer | Lebron James (Miami Heat) (4/6)        | Kevin Durant (Oklahoma City Thunder) (2/3)      | [ 20 ] |
| 27 de febrer a 4 de març    | Derrick Rose (Chicago Bulls) (2/2)     | Ty Lawson (Denver Nuggets) (1/1)                | [ 21 ] |
| 5 de març a 11 de març      | Ersan İlyasova (Milwaukee Bucks) (1/1) | Munta Ellis (Golden State Warriors) (1/1)       | [ 22 ] |
| 12 de març a 18 de març     | Drew Gooden (Milwaukee Bucks) (1/1)    | Andrew Bynum (Los Angeles Lakers) (1/2)         | [ 23 ] |
| 19 de març a 25 de març     | Joe Johnson (Atlanta Hawks) (1/1)      | Kevin Durant (Oklahoma City Thunder) (3/3)      | [ 24 ] |
| 26 de març a 1 d'abril      | Paul Pierce (Boston Celtics) (1/1)     | Chris Paul (Los Angeles Clippers) (1/1)         | [ 25 ] |
| 2 d'abril a 8 d'abril       | LeBron James (Miami Heat) (5/6)        | Goran Dragić (Houston Rockets) (1/1)            | [ 26 ] |
| 9 d'abril a 15 d'abril      | Kevin Garnett (Boston Celtics) (1/1)   | Andrew Bynum (Los Angeles Lakers) (2/2)         | [ 27 ] |
| 16 d'abril a 22 d'abril     | LeBron James (Miami Heat) (6/6)        | A el Jefferson (Utah Jazz) (1/1)                | [ 28 ] |

### Jugador del mes
| Mes    | Conferència Est                         | Conferència Oest                           | Ref.   |
| ------ | --------------------------------------- | ------------------------------------------ | ------ |
| Gener  | LeBron James (Miami Heat) (1/2)         | Kobe Bryant (Los Angeles Lakers) (1/1)     | [ 29 ] |
| Febrer | LeBron James (Miami Heat) (2/2)         | Kevin Durant (Oklahoma City Thunder) (1/2) | [ 30 ] |
| Març   | Paul Pierce (Boston Celtics) (1/1)      | Kevin Durant (Oklahoma City Thunder) (2/2) | [ 31 ] |
| Abril  | Carmelo Anthony (New York Knicks) (1/1) | Chris Paul (Los Angeles Clippers) (1/1)    | [ 32 ] |

### Rookies del mes
| Mes    | Conferència Est                          | Conferència Oest                           | Ref.   |
| ------ | ---------------------------------------- | ------------------------------------------ | ------ |
| Gener  | Kyrie Irving (Cleveland Cavaliers) (1/3) | Ricky Rubio (Minnesota Timberwolves) (1/1) | [ 33 ] |
| Febrer | Kyrie Irving (Cleveland Cavaliers) (2/3) | Isaiah Thomas (Sacramento Kings) (1/2)     | [ 34 ] |
| Març   | Kyrie Irving (Cleveland Cavaliers) (3/3) | Isaiah Thomas (Sacramento Kings) (2/2)     | [ 35 ] |
| Abril  | Ivan Johnson (Atlanta Hawks) (1/1)       | Kenneth Faried (Denver Nuggets) (1/1)      | [ 36 ] |

### Entrenador del mes
| Mes    | Conferència Est                     | Conferència Oest                           | Ref.   |
| ------ | ----------------------------------- | ------------------------------------------ | ------ |
| Gener  | Tom Thibodeau (Chicago Bulls) (1/2) | Scott Brooks (Oklahoma City Thunder) (1/1) | [ 37 ] |
| Febrer | Erik Spoelstra (Miami Heat) (1/1)   | Gregg Popovich (San Antonio Spurs) (1/2)   | [ 38 ] |
| Març   | Tom Thibodeau (Chicago Bulls) (2/2) | Gregg Popovich (San Antonio Spurs) (2/2)   | [ 39 ] |
| Abril  | Frank Vogel (Indiana Pacers) (1/1)  | Lionel Hollins (Memphis Grizzlies) (1/1)   | [ 40 ] |